# -omik
-omik (griechisch -ομική, weiblich; englisch -omics) macht als Suffix Teilgebiete der modernen Biologie kenntlich, die sich mit der Analyse von Gesamtheiten ähnlicher Einzelelemente beschäftigen. Die einzelnen Fachgebiete werden auch unter dem Begriff OMICS zusammengefasst.
Die Proteomik beschäftigt sich beispielsweise mit dem Proteom (englisch: proteome), der Gesamtheit aller Proteine, die zu einem definierten Zeitpunkt in einer Zelle, einer Zellgruppe, einem Organ oder einem Organismus vorliegen. Analog dazu wird die Gesamtheit der Gene eines Organismus als Genom bezeichnet, das Fachgebiet zu dessen Erforschung entsprechend Genomik. Human Protein Atlas ist eine Website zur Darstellung des Proteoms.
Die Funktionelle Genomik hat das Ziel, die Funktion möglichst aller Gene eines Organismus aufzuklären und kombiniert dabei vor allem Genomik, Transkriptomik, Proteomik, Metabolomik und groß angelegte Mutantenanalysen. Die Auswertung aller Einzelergebnisse erfordert bioinformatische Methoden.
Das Ziel der Systembiologie ist, ein integriertes Bild aller regulatorischen Prozesse über alle Ebenen, vom Genom über das Proteom, zu den Organellen bis hin zum Verhalten und zur Biomechanik des Gesamtorganismus zu bekommen.
Einige der gebräuchlichsten Begriffe sind in der Tabelle aufgeführt. Allerdings gibt es inzwischen eine Vielzahl weiterer Begriffsschöpfungen, die allerdings kaum Eingang in den deutschen Wortschatz gefunden haben: zum Beispiel Interactome-Interactomics, Physiome-Physiomics.
Auch das Begriffspaar Toponome-Toponomics wird gelegentlich zu den -omics gezählt. Dies ist falsch, da hier die Silbe „-nom“ aus dem griechischen Substantiv Nomos gebildet ist.
| Fachgebiet     | Gesamtheit     | Einzelelement                                          |
| -------------- | -------------- | ------------------------------------------------------ |
| Genomik        | Genom          | Gen                                                    |
| Metabolomik    | Metabolom      | Metabolit (Stoffwechselprodukt)                        |
| Proteomik      | Proteom        | Protein                                                |
| Lipidomik      | Lipidom        | Lipid                                                  |
| Systeomik      | Wirkungsgefüge | Übertragungsglied                                      |
| Transkriptomik | Transkriptom   | Transkript (mRNA)                                      |
| Glykomik       | Glycan         | Polysaccharide                                         |
| Fluxomik       | Fluxom         | katalysierte Stoffumsetzungen und ihre Geschwindigkeit |
| Interaktomik   | Interaktom     | Interaktion von Molekülen                              |
| Sensomik       | Sensometabolom | Geruch und Geschmack                                   |
| Panomik        | Panom          | alle vorherigen zusammen                               |